# UCI WorldTour de 2012
O UCI World Tour de 2012 foi a segunda edição da competição ciclista chamada UCI World Tour.
A corrida do E3 Prijs Vlaanderen-Harelbeke foi acrescentada ao calendário, o que fez que a competição de máxima categoria tivesse 28 corridas, igualando o recorde de corridas pontuáveis da primeira edição do UCI ProTour no 2005. Ademais, em meados da temporada acrescentou-se a nova corrida do Tour de Hangzhou e decidiu-se que pontua-se a Contrarrelógio por equipas do Campeonato Mundial de Ciclismo em Estrada com o que se superou dita cifra sendo a temporada com mais corridas no calendário da máxima categoria ainda que finalmente o Tour de Hangzhou se suspendeu.

## Equipas (18)
Ver UCI ProTeam
Estas equipas tiveram a participação assegurada e obrigada em 30 corridas do UCI World Tour. Para sê-lo seguiu-se o mesmo critério que a passada edição, isto é, os 15 primeiros de um ranking desportivo de "méritos" e outros 3 convidados do posto 16º ao 20º de dito ranking, com preferência para os que já tivessem a licença renovada para dita temporada. Das 21 equipas que pediram a licença em primeiro lugar ficou descartado o Project 1t4i (antigo Skill Shimano) coincidindo assim com os 20 primeiros das estimativas de pontos do ranking de méritos. Finalmente, os 3 convidados foram o Ag2r La Mondiale, FDJ e Euskaltel-Euskadi classificados respectivamente nos postos 16º, 18º e 19º de dito ranking (Ag2r La Mondiale e Euskaltel-Euskadi tinham preferência ao ter licença UCI ProTeam).
Com respeito aos equipas da passada temporada entraram a equipa criada nessa mesma temporada GreenEDGE Cycling Team e o ascendido FDJ (que posteriormente se renomeou por FDJ-Big Mat) e saíram as equipas desaparecidas Team RadioShack e HTC-Highroad. Sendo estes as equipas UCI ProTeam 2012:
| Código UCI | Equipa                           |
| ---------- | -------------------------------- |
| ALM        | Ag2r La Mondiale                 |
| AST        | Astana Pro Team                  |
| BMC        | BMC Racing Team                  |
| EUS        | Euskaltel-Euskadi                |
| FDJ        | FDJ-Big Mat                      |
| GEC        | GreenEDGE Cycling Team           |
| KAT        | Katusha Team                     |
| LAM        | Lampre-ISD                       |
| LIQ        | Liquigas-Cannondale              |
| LTB        | Lotto Belisol Team               |
| MOV        | Movistar Team                    |
| OPQ        | Omega Pharma-QuickStep           |
| RAB        | Rabobank Cycling Team            |
| RNT        | RadioShack-Nissan                |
| SKY        | Sky Procycling                   |
| GRM        | Team Garmin-Barracuda            |
| SAX        | Team Saxo Bank                   |
| VCD        | Vacansoleil-DCM Pro Cycling Team |

Ademais, como vem sendo habitual, também participaram selecções nacionais (com corredores de equipas dos Circuitos Continentais UCI) nas corridas de países com pouca tradição ciclista que foram o Tour Down Under (selecção chamada UniSA-Austrália), a Volta à Polónia (selecção chamada Reprezentacja Polski) e o Grande Prémio de Quebec (Equipe Canada) que só tiveram uma permissão especial para correr nessas corridas mais especificamente; essas participações produziram-se sem que os corredores de ditas selecções possam aspirar a obter pontuação (nem obviamente essa selecção nem a equipa oficial do corredor). Por outra parte também participaram equipas de categoria Continental no Contrarrelógio por equipas do Campeonato Mundial de Ciclismo em Estrada. Essas corridas com esses convites especiais foram as únicas excepções nas que se permitiu correr a corredores sem passaporte biológico já que algum dos corredores não estiveram em equipas aderidas a dito passaporte.
Também puderam participar mediante convite equipas de categoria Profissional Continental (segunda categoria) ainda que sem poder pontuar. A equipa desta categoria que correu mais corridas do UCI World Tour de 2012 foi o Team Argos-Shimano com 19.

### Movimentos em procura de pontos
A grande diferença com respeito à passada edição foi que as equipas já souberam o critério para ser equipa ProTour com suficiente antemão como para fazer os movimentos de contratos que lhes pudessem apupar à máxima categoria (os pontos os levam os corredores à equipa pelo que alinhe). Ademais, apesar de só se fazer público as ideias gerais de dito "ranking de méritos", ao longo da temporada saíram várias listas não oficiais com a suposta pontuação da cada equipa, o que fizeram aumentar esses movimentos em procura de corredores com pontos.
Em procura desses pontos destacaram os contratos de Giovanni Visconti (1ª no UCI Europe Tour de 2010-2011 e 2009-2010) pelo Movistar; Daniel Teklehaymanot (2º no UCI Africa Tour de 2010-2011) pelo GreenEDGE; Mehdi Sohrabi (1ª no UCI Asia Tour de 2009-2010 e UCI Asia Tour de 2010-2011) pelo Lotto Belisol; Amir Zargari (3º no UCI Asia Tour de 2010-2011 e 6ª no UCI Asia Tour de 2009-2010); Boris Shpilevsky (5ª no UCI Asia Tour de 2009-2010 e no UCI Asia Tour de 2010-2011) e Gregor Gazvoda (6ª no UCI Asia Tour de 2010-2011) pelo Ag2r La Mondiale; e a não retirada de Alexandre Vinokourov (11º no UCI World Ranking de 2010 e 16º no UCI World Tour de 2011) corredor do Astana.

## Corridas (29)
| Data                       | Corrida | Vencedor               | Equipa do vencedor      |
| -------------------------- | --- | ---------------------- | ----------------------- |
| 17-22 de janeiro           | Tour Down Under | Simon Gerrans          | GreenEDGE               |
| 4-11 de março              | Paris-Nice | Bradley Wiggins        | Sky                     |
| 7-13 de março              | Tirreno-Adriático | Vincenzo Nibali        | Liquigas                |
| 17 de março                | Milão-Sanremo | Simon Gerrans          | GreenEDGE               |
| 19-25 de março             | Volta à Catalunha | Michael Albasini       | GreenEDGE               |
| 23 de março                | E3 Prijs Vlaanderen-Harelbeke | Tom Boonen             | Omega Pharma-Quick Step |
| 25 de março                | Gante-Wevelgem | Tom Boonen             | Omega Pharma-Quick Step |
| 1 de abril                 | Tour de Flandres | Tom Boonen             | Omega Pharma-QuickStep  |
| 2-7 de abril               | Volta ao País Basco | Samuel Sánchez         | Euskaltel-Euskadi       |
| 8 de abril                 | Paris-Roubaix | Tom Boonen             | Omega Pharma-Quick Step |
| 15 de abril                | Amstel Gold Race | Enrico Gasparotto      | Astana                  |
| 18 de abril                | Flecha Valona | Joaquim Rodríguez      | Katusha                 |
| 22 de abril                | Lièje-Bastogne-Lièje | Maxim Iglinskiy        | Astana                  |
| 24 de abril-29 de abril    | Tour da Romandia | Bradley Wiggins        | Sky                     |
| 5-27 de maio               | Volta a Itália | Ryder Hesjedal         | Garmin-Barracuda        |
| 5-10 de junho              | Critérium de Dauphiné | Bradley Wiggins        | Sky                     |
| 11-17 de junho             | Volta à Suíça | Rui Costa              | Movistar                |
| 2-22 de julho              | Volta a França | Bradley Wiggins        | Sky                     |
| 10 de julho-16 de julho    | Volta à Polónia | Moreno Moser           | Liquigas-Cannondale     |
| 6-12 de agosto             | Eneco Tour | Lars Boom              | Rabobank                |
| 14 de agosto               | Clássica de San Sebastián | Luis León Sánchez      | Rabobank                |
| 19 de agosto               | Vattenfall Cyclassics | Arnaud Démare          | FDJ-Big Mat             |
| 18 de agosto-9 de setembro | Volta a Espanha | Alberto Contador       | Saxo Bank-Tinkoff Bank  |
| 26 de agosto               | Grande Prémio de Plouay | Edvald Boasson Hagen   | Sky                     |
| 7 de setembro              | Grande Prémio do Quebec | Simon Gerrans          | Orica-GreenEDGE         |
| 9 de setembro              | Grande Prémio de Montreal | Lars Petter Nordhaug   | Sky                     |
| 16 de setembro             | Contrarrelógio por equipas do Campeonato Mundial de Ciclismo em Estrada | Omega Pharma-QuickStep | Omega Pharma-QuickStep  |
| 29 de setembro             | Giro de Lombardia | Joaquim Rodríguez      | Katusha                 |
| 10-14 de outubro           | Tour de Pequim | Tony Martin            | Omega Pharma-Quick Step |
| 17-21 de outubro           | Tour de Hangzhou O Tour de Hangzhou não se disputou, como não se pôde pôde garantir que a corrida tivesse as condições necessárias para ser uma corrida do WorldTour, com o que finalmente foram 29 as corridas pontuáveis: «O Tour de Hangzhou não disputar-se-á em 2012». www.biciciclismo.com. | ----------             | ----------              |

## Classificações finais
Nota: ver Barómetros de pontuação

### Classificação individual
Estas são as classificações finais:
| Posição | Corredor           | Equipa                 | Pontos |
| ------- | ------------------ | ---------------------- | ------ |
| 1       | Joaquim Rodríguez  | Katusha                | 692    |
| 2       | Bradley Wiggins    | Sky                    | 601    |
| 3       | Tom Boonen         | Omega Pharma-QuickStep | 410    |
| 4       | Vincenzo Nibali    | Liquigas-Cannondale    | 400    |
| 5       | Alejandro Valverde | Movistar               | 394    |
| 6       | Simon Gerrans      | Orica-GreenEDGE        | 390    |
| 7       | Chris Froome       | Sky                    | 376    |
| 8       | Peter Sagan        | Liquigas-Cannondale    | 351    |
| 9       | Samuel Sánchez     | Euskaltel-Euskadi      | 332    |
| 10      | Rui Costa          | Movistar               | 320    |

| 11 | Edvald Boasson Hagen  | Sky           | 317 |
| 12 | Alberto Contador      | Saxo Bank     | 290 |
| 13 | Ryder Hesjedal        | Garmin-Sharp  | 241 |
| 14 | Jurgen van den Broeck | Lotto Belisol | 237 |
| 15 | Rigoberto Urán        | Sky           | 199 |
| 16 | Daniel Martin         | Garmin-Sharp  | 196 |
| 17 | Michael Rogers        | Sky           | 194 |
| 18 | Bauke Mollema         | Rabobank      | 194 |
| 19 | Sergio Henao          | Sky           | 194 |
| 20 | Roman Kreuziger       | Astana        | 189 |

- Total de corredores com pontuação: 248
- Desmembre de pontos por corredor: Detalhe de pontos ganhados

### Classificação por países
A classificação por países calcula-se somando os pontos dos cinco melhores corredores de cada país. Os países com o mesmo número de pontos classificam-se de acordo a seu corredor melhor classificado.
| Posição | País        | Pontos | Top 5 corredores                                                                      |
| ------- | ----------- | ------ | ------------------------------------------------------------------------------------- |
| 1       | Espanha     | 1.889  | Rodríguez (692), Valverde (394), S. Sánchez (332), Contador (290), Freire (181)       |
| 2       | Reino Unido | 1.163  | Wiggins (601), Froome (376), Cavendish (128), Swift (36), Thomas (22)                 |
| 3       | Itália      | 1.115  | Nibali (400), Cunego (184), Scarponi (184), Moser (175), Ballan (172)                 |
| 4       | Bélgica     | 1.014  | Boonen (410), Van den Broeck (237), De Gendt (134), Van Avermaet (121), Gilbert (112) |
| 5       | Austrália   | 962    | Gerrans (390), Rogers (194), Evans (182), Goss (114), Porte (82)                      |

- Total de países com pontuação: 35

### Classificação por equipas
A classificação por equipas calcula-se somando os pontos dos cinco melhores corredores da cada equipa. As equipas com o mesmo número de pontos classificam-se de acordo a seu corredor melhor classificado.
| Posição | Equipa                 | Pontos | Top 5 corredores |
| ------- | ---------------------- | ------ | --- |
| 1       | Sky                    | 1.767  | Wiggins (601), Froome (376), Boasson Hagen (317), Urán (199), Rogers (194), CRE Campeonato Mundial de Ciclismo (80)       |
| 2       | Katusha                | 1.273  | Rodríguez (692), Freire (181), Kolobnev (110), Daniel Moreno (104), CRE Campeonato Mundial de Ciclismo (100), Špilak (86) |
| 3       | Liquigas-Cannondale    | 1.197  | Nibali (400), Sagan (351), Moser (175), CRE Campeonato Mundial de Ciclismo (130), Basso (88), Capecchi (53)               |
| 4       | Omega Pharma-QuickStep | 1.162  | Boonen (410), CRE Campeonato Mundial de Ciclismo (200), Martin (171), Terpstra (160), Chavanel (113), Kwiatkowski (108)   |
| 5       | Movistar               | 952    | Valverde (394), R.costa (320), CRE Campeonato Mundial de Ciclismo (110), Intxausti (47), Kiryienka (41), Castroviejo (40) |

- Total de equipas com pontuação: 18 (todos).

## Progresso das classificações
| Corrida (Vencedor)                                                                                 | Classificação individual | Classificação por equipas | Classificação por países |
| -------------------------------------------------------------------------------------------------- | ------------------------ | ------------------------- | ------------------------ |
| Tour Down Under (Simon Gerrans)                                                                    | Simon Gerrans            | RadioShack-Nissan         | Austrália                |
| Paris-Nice (Bradley Wiggins)                                                                       | Alejandro Valverde       | RadioShack-Nissan         | Espanha                  |
| Tirreno-Adriático (Vincenzo Nibali)                                                                |                          | RadioShack-Nissan         | Espanha                  |
| Milão-Sanremo (Simon Gerrans)                                                                      | Simon Gerrans            | RadioShack-Nissan         | Itália                   |
| E3 Prijs Vlaanderen-Harelbeke (Tom Boonen)                                                         | GreenEDGE                | Espanha                   |                          |
| Volta à Catalunha (Michael Albasini)                                                               | GreenEDGE                | Espanha                   |                          |
| Gante-Wevelgem (Tom Boonen)                                                                        | Sky                      | Espanha                   |                          |
| Tour de Flandres (Tom Boonen)                                                                      | Tom Boonen               | Liquigas-Cannondale       | Bélgica                  |
| Volta ao País Basco (Samuel Sánchez)                                                               | Omega Pharma-QuickStep   | Espanha                   |                          |
| Paris-Roubaix (Tom Boonen)                                                                         | Omega Pharma-QuickStep   | Espanha                   |                          |
| Amstel Gold Race (Enrico Gasparotto)                                                               | Omega Pharma-QuickStep   | Espanha                   |                          |
| Flecha Valona (Joaquim Rodríguez)                                                                  | Omega Pharma-QuickStep   | Espanha                   |                          |
| Lièje-Bastogne-Lièje (Maxim Iglinskiy)                                                             | Omega Pharma-QuickStep   | Espanha                   |                          |
| Tour da Romandia (Bradley Wiggins)                                                                 | Omega Pharma-QuickStep   | Espanha                   |                          |
| Volta a Itália (Ryder Hesjedal)                                                                    | Joaquim Rodríguez        | Espanha                   | Katusha                  |
| Critérium do Dauphiné (Bradley Wiggins)                                                            | Sky                      | Espanha                   |                          |
| Volta à Suíça (Rui Costa)                                                                          | Sky                      | Espanha                   |                          |
| Volta à Polónia (Moreno Moser)                                                                     | Sky                      | Espanha                   |                          |
| Volta a França (Bradley Wiggins)                                                                   | Sky                      | Espanha                   | Bradley Wiggins          |
| Eneco Tour (Lars Boom)                                                                             | Sky                      | Espanha                   |                          |
| Clássica de San Sebastián (Luis León Sánchez)                                                      | Sky                      | Espanha                   |                          |
| Vattenfall Cyclassics (Arnaud Démare)                                                              | Sky                      | Espanha                   |                          |
| Grande Prémio de Plouay (Edvald Boasson Hagen)                                                     | Sky                      | Espanha                   |                          |
| Grande Prémio do Quebec (Simon Gerrans)                                                            | Sky                      | Espanha                   |                          |
| Volta a Espanha (Alberto Contador)                                                                 | Sky                      | Espanha                   |                          |
| Grande Prémio de Montreal (Lars Petter Nordhaug)                                                   | Sky                      | Espanha                   |                          |
| Contrarrelógio por equipas de o Campeonato Mundial de Ciclismo em Estrada (Omega Pharma-QuickStep) | Sky                      | Espanha                   |                          |
| Giro de Lombardía (Joaquim Rodríguez)                                                              | Sky                      | Espanha                   | Joaquim Rodríguez        |
| Tour de Pequim (Tony Martin)                                                                       | Sky                      | Espanha                   |                          |
| Final                                                                                              | Joaquim Rodríguez        | Sky                       | Espanha                  |